# Capitalisme partenaire
 (août 2021).
La mise en forme du texte ne suit pas les recommandations de Wikipédia : il faut le « wikifier ».
Les points d'amélioration suivants sont les cas les plus fréquents. Le détail des points à revoir est peut-être précisé sur la page de discussion.
- Les titres sont pré-formatés par le logiciel. Ils ne sont ni en capitales, ni en gras.
- Le texte ne doit pas être écrit en capitales (les noms de famille non plus), ni en gras, ni en italique, ni en « petit »…
- Le gras n'est utilisé que pour surligner le titre de l'article dans l'introduction, une seule fois.
- L'italique est rarement utilisé : mots en langue étrangère, titres d'œuvres, noms de bateaux, etc.
- Les citations ne sont pas en italique mais en corps de texte normal. Elles sont entourées par des guillemets français : « et ».
- Les listes à puces sont à éviter, des paragraphes rédigés étant largement préférés. Les tableaux sont à réserver à la présentation de données structurées (résultats, etc.).
- Les appels de note de bas de page (petits chiffres en exposant, introduits par l'outil «  Source ») sont à placer entre la fin de phrase et le point final[comme ça].
- Les liens internes (vers d'autres articles de Wikipédia) sont à choisir avec parcimonie. Créez des liens vers des articles approfondissant le sujet. Les termes génériques sans rapport avec le sujet sont à éviter, ainsi que les répétitions de liens vers un même terme.
- Les liens externes sont à placer uniquement dans une section « Liens externes », à la fin de l'article. Ces liens sont à choisir avec parcimonie suivant les règles définies. Si un lien sert de source à l'article, son insertion dans le texte est à faire par les notes de bas de page.
- La présentation des références doit suivre les conventions bibliographiques. Il est recommandé d'utiliser les modèles {{Ouvrage}}, {{Chapitre}}, {{Article}}, {{Lien web}} et/ou {{Bibliographie}}. Le mode d'édition visuel peut mettre en forme automatiquement les références.
- Insérer une infobox (cadre d'informations à droite) n'est pas obligatoire pour parachever la mise en page.

Pour une aide détaillée, merci de consulter Aide:Wikification.
Si vous pensez que ces points ont été résolus, vous pouvez retirer ce bandeau et améliorer la mise en forme d'un autre article.
 (août 2021).
Les partisans du capitalisme partenaire affirment que c'est une approche holistique du capitalisme qui cherche à répondre aux besoins de toutes les parties prenantes : les actionnaires tout comme les clients, les employés, les partenaires de distribution, les fournisseurs, les vendeurs, les communautés locales et l'environnement. Au-delà de cela, le terme manque d'une définition convenue. Les deux définitions existantes ont une différence subtile mais significative qui a un impact sur le débat croissant sur le sujet (Voir Étymologie.) Investopedia définit le capitalisme partenaire comme « un système dans lequel les entreprises sont orientées pour servir les intérêts de toutes leurs parties prenantes. Parmi les principales parties prenantes figurent les clients, les fournisseurs, les employés, les actionnaires et les communautés locales. » Selon l'Enterprise Engagement Alliance, une organisation commerciale, « le capitalisme partenaire cherche à créer des rendements pour les actionnaires uniquement en créant de la valeur pour la société - clients, employés, fournisseurs, communautés et environnement ». Le sujet du capitalisme partenaire a reçu une couverture à la fois favorable et défavorable dans des publications telles que le New York Times, le magazine Fortune, Barrons, le Wall Street Journal et bien d'autres publications depuis 2019.

## Étymologie
Les partisans du capitalisme partenaire s'accordent sur le fait qu'il appelle à une société capitaliste plus humaniste qui met l'accent sur l'importance de répondre aux besoins de toutes les parties prenantes plutôt que de se concentrer uniquement sur les actionnaires. Selon l'organisation, les parties prenantes comprennent les employés, les clients, les partenaires de distribution, les fournisseurs et les communautés, toute personne dont les intérêts sont affectés par l'organisation. Parce que le concept a effectivement jailli des activités des hommes d'affaires plutôt que des établissements d'enseignement et n'est pas enseigné dans les écoles, l'absence d'une définition claire a conduit à des controverses précoces reflétées dans les débats décrits ci-dessous.
L'une des premières références au concept est faite dans le Manifeste de Davos publié en 1973 par Klaus Schwab et le Forum économique mondial: «Le but de la gestion professionnelle est de servir les clients, les actionnaires, les travailleurs et les employés, ainsi que les sociétés, et d'harmoniser les différents intérêts des parties prenantes.» Le concept a essuyé le feu à la fois du côté gauche et du côté droit du spectre politique, comme indiqué ci-dessous.
La plus grande partie de l’opposition au concept est fondée sur la définition du Manifeste de Davos et d’Investopedia, parce qu’il semble que cela change la responsabilité d’une organisation qui ne répond plus aux besoins des actionnaires — contrairement aux principes attribués à l’économiste Milton Friedman — en essayant de répondre et d’équilibrer également les besoins de tous les intervenants, c.-à-d. les employés, les clients, les partenaires de distribution, les fournisseurs et les collectivités. Certains croient que les opinions de Milton Friedman sont plus nuancées que ce que l’on reconnaît souvent. Le professeur Alex Edmans soutient que:
«Friedman n’a jamais préconisé que les entreprises exploitent les parties prenantes. Il a soutenu qu’il est légitime pour une entreprise de se concentrer sur l’augmentation des profits parce que la seule façon de le faire, du moins à long terme, est de traiter les intervenants au sérieux.» Il a écrit: «Il se peut fort bien qu’il soit dans l’intérêt à long terme d’une entreprise qui est un employeur important dans une petite collectivité locale de consacrer des ressources à fournir des commodités à cette collectivité ou à améliorer son gouvernement. Cela pourrait faciliter l’attraction d’employés désirables.».
D’autres opposants, comme la Heritage Foundation, soutiennent que le capitalisme partenaire détourne les profits des actionnaires. Andrew Olivastro écrit:
«Les actionnaires se font voler. Vous possédez littéralement l’entreprise. C’est votre propriété, sous forme de capital, qui a rendu possible la production de produits et services utiles et maintenant disponible sur le marché pour les clients. Et ce capital est maintenant détourné vers des causes et des fins que vous n’avez jamais eu l’intention de soutenir.».
Les partisans affirment que, selon les principes du capitalisme des parties prenantes, les organisations divulguent de manière transparente leur but, leurs valeurs et leurs objectifs, afin que les actionnaires puissent décider si ceux-ci correspondent à leurs propres intérêts. D'autres soutiennent qu'il est de la seule obligation des personnes qui mobilisent des capitaux auprès des actionnaires de se concentrer sur leurs intérêts et que, de toute façon, il est impossible de gérer une organisation basée sur l'équilibre des besoins de toutes les parties prenantes,.
Certains pensent que c'est déjà le cas avec le capitalisme actionnarial. Dans une interview de 2021 avec le New York Times, McDonalds Corp. Le PDG Chris Kempczinski, a déclaré à propos du système de capitalisme des actionnaires: «Cela finit toujours par être un exercice d'équilibre. Comment satisfaire de nombreux constituants différents, et le faire d'une manière qui améliore en définitive la marque?»
Du côté gauche de l'échiquier politique américain, l'opposition au capitalisme partenaire est basée sur une opposition globale à la propriété privée. Max B. Sawicky dans le magazine Jacobin écrit: «Le rêve d'un 'capitalisme progressiste' ne restera qu'un rêve, ses horizons toujours strictement limités par la propriété privée capitaliste. " Notez que les défenseurs du capitalisme partenaire considèrent l'actionnariat salarié comme un moyen important d'engager les travailleurs.».
La définition alternative du capitalisme partenaire à celle posée par Investopedia ne répond pas aux préoccupations des organisations contre la propriété privée. Cette définition ne remet pas non plus en cause la responsabilité de l'organisation envers ses actionnaires, mais se concentre plutôt sur ce qui est considéré comme le meilleur moyen de répondre aux intérêts des actionnaires sur le long terme. Basée sur des recherches considérables ainsi que sur le bon sens, ses partisans affirment que la définition alternative est fondée sur la prémisse que les actionnaires obtiendront un meilleur retour sur investissement dans la durée dans les organisations avec une approche stratégique et systématique pour répondre aux besoins de toutes les parties prenantes. Ils soutiennent que ces organisations ont une méthode plus durable pour réaliser des profits plus élevés d'une manière plus harmonieuse avec les besoins de la société. L'objectif de l'organisation basée sur le capitalisme partenaire reste le même que sous le capitalisme des actionnaires ; ce qui change, c'est la manière dont l'objectif est atteint et les avantages qui en résultent pour toutes les parties prenantes, et pas seulement pour les actionnaires. Voir: Stakeholder Capitalism: A Primer.

## Histoire
La première référence formelle au terme « Stakeholder Engagement » que l'on trouve sur Internet remonte au Manifeste de Davos de 1973. Le terme n'a pas gagné beaucoup de terrain dans les médias d'affaires jusqu'en 2019, lorsque l'organisation Business Roundtable des grandes entreprises a changé sa définition de la gouvernance d'entreprise pour se concentrer non seulement sur les besoins des actionnaires mais sur toutes les parties prenantes. L'utilisation du terme a été popularisée par l'[Quoi ?] partir de 2019 et par B-Lab qui certifie les organisations dans des pratiques durables[réf. nécessaire]. Un autre partisan des principes généraux est une organisation fondée par John Mackey de Whole Foods connue sous le nom de Capitalisme Conscient.
Le concept d'obtenir des résultats meilleurs et plus durables grâce à une approche stratégique et systématique pour répondre aux besoins de toutes les parties prenantes est le produit de nombreux penseurs organisationnels remontant aux années 1980. Cela inclut le travail d' Edward Deming, qui a écrit sur l'importance de répondre aux besoins de tous les clients, qu'il a définis comme des parties prenantes internes et externes. Des principes similaires ont été avancés au cours de cette période par l'auteur et consultant Peter Drucker, les professeurs de Harvard Leonard Schlesinger et James Heskett, la société de conseil Peppers & Rogers, et plus tard des consultants de la Gallup Organization. Le Forum for People Performance Management and Measurement de la Medill School of Journalism, Media, and Integrated Marketing Communications, a mené des recherches considérables sur le lien entre l'engagement des employés et des clients et les résultats financiers au début des années 2000. Sur la base de cette recherche et d'autres, l'Enterprise Engagement Alliance a été fondée en 2008 pour promouvoir les avantages d'avoir une approche stratégique et systématique pour impliquer toutes les parties prenantes, y compris la création d'un indice boursier expérimental des « entreprises engagées » ainsi qu'un processus pratique pour la mise en œuvre des principes du capitalisme des parties prenantes connus sous le nom d' Engagement d'Entreprise.
En 2015, l' Organisation internationale de normalisation (ISO) a publié de nouveaux principes de gestion de la qualité mis à jour pour inclure la nécessité de prendre en compte les intérêts de toutes les parties prenantes. Il a également publié de nouvelles exigences de l'annexe SL applicables à 60 normes de processus métier ISO qui exigent des organisations certifiées ISO qu'elles démontrent une approche stratégique et systématique dirigée par le PDG pour répondre aux besoins de toutes les « parties intéressées ». En 2015, le comité technique ISO/TC 176 a créé la première certification pour la gestion de la qualité des personnes, connue sous le nom de lignes directrices ISO 10018 pour l'engagement des personnes. DTE Energy, une société d'énergie publique basée à Detroit, MI, a obtenu la première certification ISO 10018. La même année, un article du Huffington Post intitulé « Stakeholder Capitalist Model » plaide pour « un modèle de capitalisme - le capitalisme partenaire - qui prend en compte les besoins, les valeurs et les exigences culturelles de chacune des parties prenantes est essentiel au succès, traction et maximisation des rendements et de l'impact planétaire. ".
Au fil des ans, un certain nombre de chefs d'entreprise ont adopté les principes du capitalisme partenaire sans utiliser le terme, notamment Herb Kelleher, cofondateur de Southwest Airlines, John Mackay de Whole Foods, Hubert Joly de Best Buy, Kenneth Frazier de Merck, Paul Tudor Jones, l'investisseur de fonds spéculatifs dont l'organisation JUST Capital utilise le terme, avec Laurence Fink de Blackrock, et bien d'autres.
En 2019, l'Enterprise Engagement Alliance a publié « Enterprise Engagement for CE0s: The Little Blue Book for People Centric Capitalists », qui donne un aperçu du processus de mise en œuvre des principes du capitalisme des parties prenantes. En août 2020, Forbes a publié un article de Bruce Bolger et Alex Edmans, en janvier 2021, intitulé « Can Stakeholder Capitalism Change the World : First We Must Define it, donnant une définition formelle du capitalisme des parties prenantes.». Le Forum économique mondial a publié « Stakeholder Capitalism Metrics », un ensemble de mesures volontaires que les entreprises peuvent utiliser dans les rapports de développement durable. En 2021, Wiley a publié un livre de Klaus Schwab du Forum économique mondial intitulé "Stakeholder Capitalism".
Le concept de capitalisme partenaire a gagné du terrain ces dernières années, de concert avec le nombre croissant d'investisseurs intéressés par les questions environnementales, sociales et de gouvernance, y compris les coalitions de fonds de pension telles que la Human Capital Management Coalition. À l'automne 2020, la Securities & Exchange Commission des États-Unis a publié de nouvelles règles exigeant que les sociétés cotées en bourse rendent compte des méthodologies et des mesures du capital humain dans la mesure où elles sont importantes pour les activités d'une organisation. En 2021, la Securities & Exchange Commission a annoncé qu'elle entamerait le processus de révision des exigences de divulgation du capital humain. L'actuel président de la SEC, Gary Gensler, a déclaré qu'il croyait que les règles de divulgation mises à jour devraient inclure des « mesures spécifiques, telles que le roulement de la main-d'œuvre, les compétences et la formation au développement, la rémunération, les avantages sociaux, la démographie de la main-d'œuvre, y compris la diversité, et la santé et la sécurité, y compris la diversité de planches.".
Les mouvements de gestion du capital humain et de diversité, d'équité et d'inclusion et les exigences de divulgation à venir incitent de plus en plus d'organisations à considérer toutes leurs parties prenantes comme une occasion de faire grossir le gâteau, et qu'il y a des avantages économiques concrets à engager la communauté de talents la plus large possible, clients, chaîne d'approvisionnement et partenaires de distribution,.

## Justification économique
Le concept de capitalisme des parties prenantes n'est pas né de théoriciens mais de chefs d'entreprise à la recherche d'un moyen plus efficace et durable d'obtenir des résultats organisationnels. Alors que les investisseurs et le marché boursier récompensent souvent, mais pas toujours, les entreprises pour les comportements qui génèrent des rendements à court terme, comme la réduction des coûts pour atteindre des objectifs de profit à court terme ou le rachat d'actions en l'absence d'autres stratégies de création de valeur, un certain nombre de les chefs d'entreprise et les investisseurs sont arrivés à la conclusion qu'une approche stratégique et systématique pour répondre aux besoins de toutes les parties prenantes donne des résultats plus durables. Voir ces études et articles pour des exemples de retour sur investissement des principes du capitalisme des parties prenantes.
- Heskett, Jones, Loveman et Sasser, Jr., « Putting the Service Value Profit Chain to Work », Harvard Business Review,‎ juillet 2008 (lire en ligne, consulté le 2 juillet 2021)
- Entre 2009 et 2014, l'indice iShares MSCI USA ESG Select (symbole KLD), un fonds négocié en bourse qui suit les sociétés qui, selon lui, respectent des normes « environnementales, sociales et de gouvernance » élevées, a généré un rendement annualisé de 2,3 %, contre 1,7 % pour Indice Standard & Poor's 500 actions[41].
- Le Calvert Equity Fund (CSIEX), considéré comme l'un des plus grands et des plus anciens fonds d'investissement socialement responsable, ou ISR, a gagné 6,9 % en rythme annualisé sur 15 ans de 1999 à 2014, contre 5,5 % pour le S&P au cours de cette période[41].
- Barber et Strack, « The Surprising Economics of a "People Business" », Harvard Business Review, vol. 83, no 6,‎ juin 2005, p. 80–90, 149 (PMID 15938440, lire en ligne, consulté le 2 juillet 2021)
- Edmans, « 28 Years of Stock Market Data Shows a Link Between Employee Satisfaction and Long-Term Value », Harvard Business Review,‎ 24 mars 2016 (lire en ligne, consulté le 2 juillet 2021)
- Alex Edmans, Grow the Pie: How Great Companies Deliver Both Purpose and Profit, Cambridge University Press, 2020 (lire en ligne) This contains a review of the academic evidence for stakeholder capitalism.
- Indice des actions des entreprises engagées, créé par l'Enterprise Engagement Alliance sur la base du Good Company Index créé par McBassi, une société d'analyse du capital humain. L'étude consistait en un faux ETF (Exchange-Traded Fund) d'environ 40 entreprises avec des notes élevées en termes d'engagement des clients, des employés et de la communauté, surperformant le S&P 500 de plus de 37 points de pourcentage sur six ans[42].
- Tonti, « Our Top Survey Insights on the State of Stakeholder Capitalism from 2020 », justcapital.com, 8 janvier 2021 (consulté le 2 juillet 2021)